# San Cristóbal de Las Casas
San Cristóbal de Las Casas è una città dello Stato del Chiapas in Messico, situata tra le montagne della Sierra Madre.  Nel 2010 la stima della popolazione era di 158 027 abitanti.

## Storia

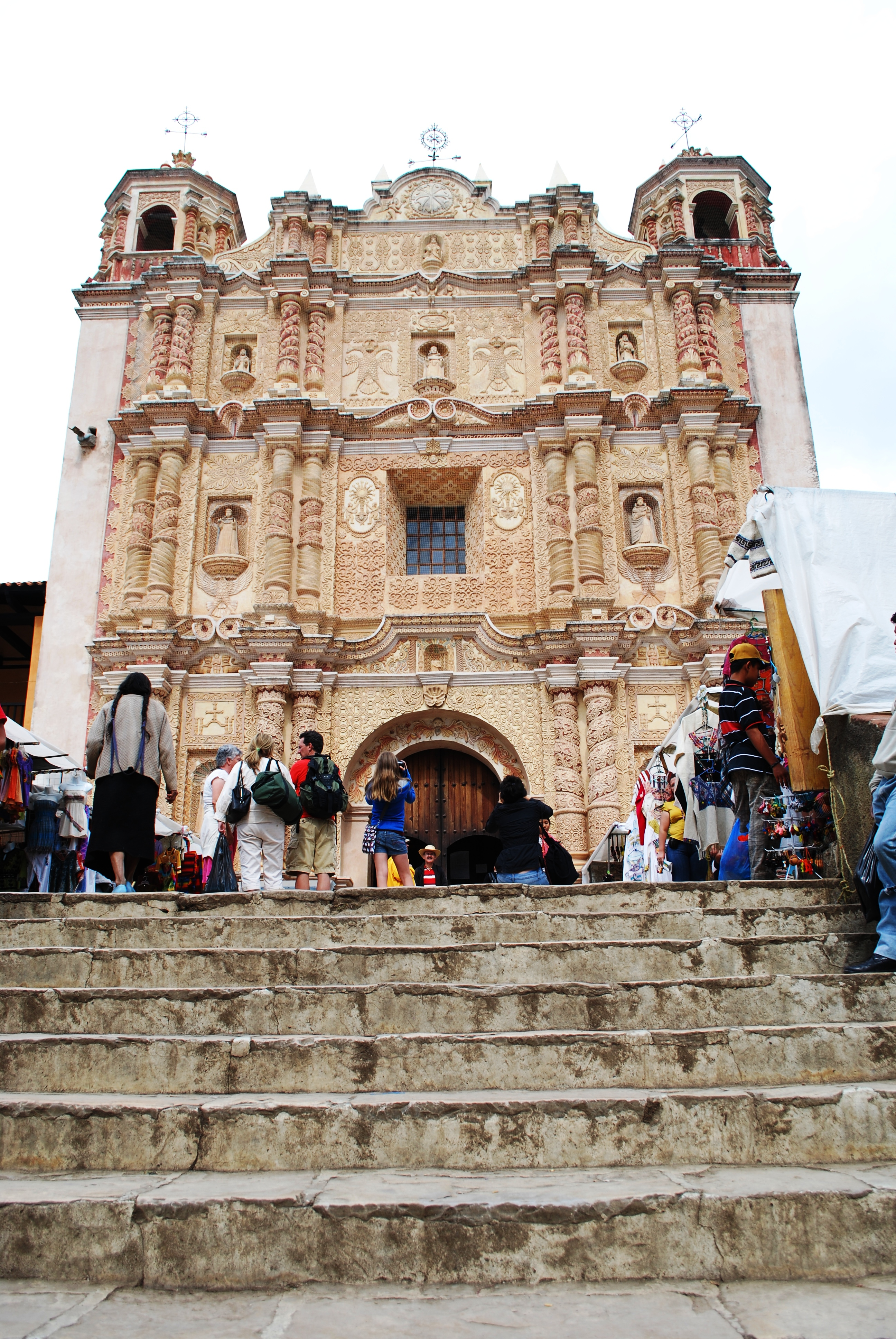
San Cristóbal de Las Casas, la chiesa di Santo Domingo

Fondata nel 1528, fu una delle prime città nel nordamerica coloniale spagnolo. Inizialmente si chiamò Villareal, poi quando da paese era ormai diventata una vera e propria città, divenne Ciudad Real (città reale). Prese poi il nome di "San Cristóbal" (San Cristoforo); il "de Las Casas" è stato aggiunto in onore di Bartolomé de Las Casas, primo vescovo di Ciudad Real, che combatté per i diritti degli Indios. La città è nota per la sua bella architettura in stile coloniale.
Fu capitale del Chiapas in epoca coloniale. All'inizio della dittatura di Porfirio Díaz (epoca conosciuta come il porfiriato), il potere passò a Tuxla Gutiérrez, attuale capitale, dopo una lotta tra le due città. Una lotta simile si ripeté all'inizio della rivoluzione, essendosi San Cristòbal allineata con Porfirio Díaz.
Attualmente si può considerare la capitale culturale del Chiapas. Vi convivono vari gruppi etnici. È una città molto turistica; dal 2003 è stata inserita dalla segreteria del turismo nella lista del programma Pueblos Mágicos.

## Monumenti e luoghi di interesse
Nel Barrio El Cerrillo si trova il museo Na Bolom gestito dall'omonima organizzazione non lucrativa. Nella struttura è vissuto, tra il 1950 e il 1963, l'archeologo ed esploratore danese Frans Blom. Nel museo è possibile ammirare reperti Maya e gli oggetti della vita quotidiana di Blom e della moglie Gertrude Duby Blom.

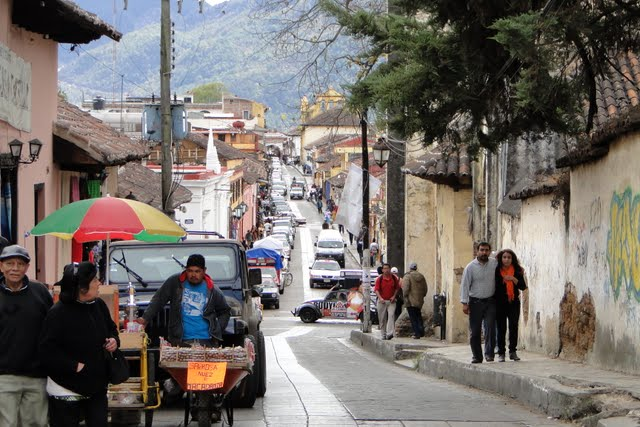
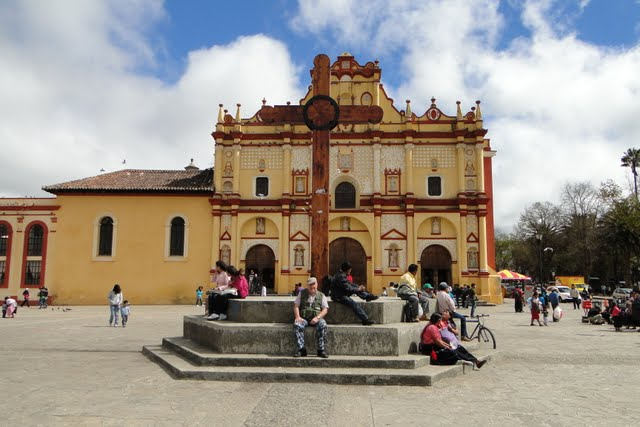
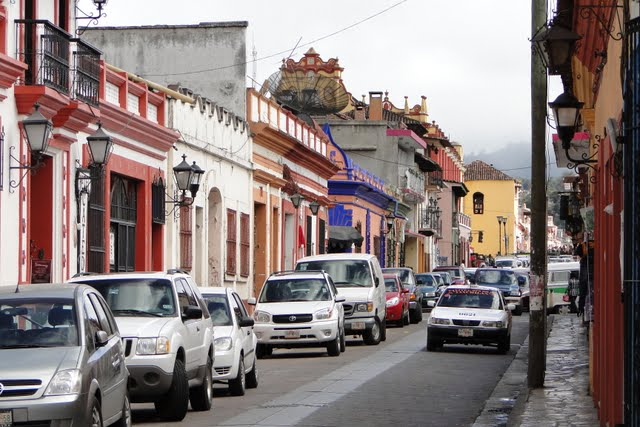
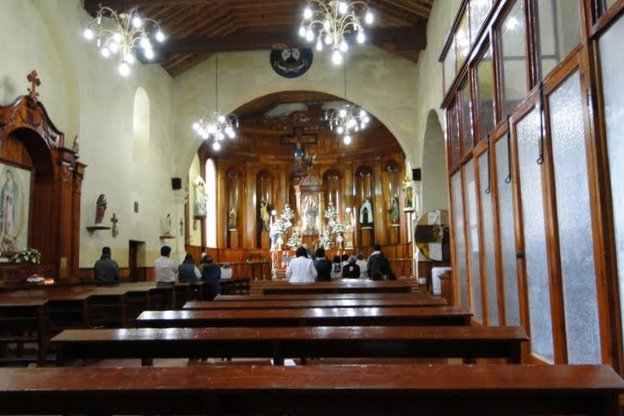